# Cas Norris contra Irlanda
El cas Norris contra Irlanda va ser un cas resolt pel Tribunal Europeu de Drets Humans (TEDH) en 1988, en el qual David Norris va acusar amb èxit a Irlanda que la tipificació com a delicte d'uns certs actes homosexuals entre homes adults amb consentiment violava l'article 8 del Conveni Europeu de Drets Humans, que recull el dret al respecte de la vida privada i familiar.

## Cas original
El cas original en els tribunals irlandesos va ser Norris contra el Fiscal General, presentat en 1977 i resolt per la Cort Suprema d'Irlanda en 1983. L'advocada principal de Norris va ser un membre de la Campanya per a la Reforma de la Llei sobre l'Homosexualitat, Mary Robinson, que en 1990 es convertiria en la primera dona en ser presidenta d'Irlanda. Els tribunals irlandesos van dictaminar que el dret a la intimitat de Norris no es violava en virtut de la Llei de Delictes contra la Persona de 1861 (que tipificava el "sodomia") i la Llei d'esmena del dret penal de 1885 (que tipificava la "indecència greu").

## Cas davant el TEDH
Norris va apel·lar la decisió del tribunal irlandès davant el TEDH en 1983. El Tribunal va dictar sentència en 1988, fallant a favor de Norris per motius similars als de la seva decisió de 1981 en el cas Dudgeon contra el Regne Unit.
Les lleis impugnades per la sentència van ser finalment derogades per la Llei de Dret Penal (Delictes Sexuals) de 1993.